# Реджі Джонсон
Реджі Двейн Джонсон (англ. Reggie Dwayne Johnson; 28 серпня 1966) — американський професійний боксер, чемпіон світу за версією WBA (1992—1993) в середній вазі та за версією IBF (1998—1999) в напівважкій вазі.

## Професіональна кар'єра
1984 року дебютував на професійному рингу. 12 вересня 1989 року завоював вакантний титул WBA Inter-Continental в середній вазі, а 4 лютого 1990 року — вакантний титул USBA.
Маючи рекорд 29-1-1, 29 червня 1991 року вийшов на бій за титул чемпіона світу за версією IBF в середній вазі проти Джеймса Тоні і програв розділеним рішенням.
22 квітня 1992 року в бою проти Стіва Коллінза (Ірландія), здобувши перемогу рішенням більшості, завоював вакантний титул чемпіона світу WBA в середній вазі. Провівши три вдалих захиста титулу, 1 жовтня 1993 року втратив звання чемпіона, програвши одностайним рішенням суддів Джону Девід Джексону.
12 серпня 1994 року в бою за вакантний титул WBA в середній вазі зустрівся з Хорхе Фернандо Кастро (Аргентина) і зазнав поразки розділеним рішенням. Зустрівшись з ним 13 жовтня 1995 року вдруге, знов програв розділеним рішенням.
Після тривалої перерви поновив виступи у 1997 році в напівважкій вазі. 6 лютого 1998 року зустрівся в бою з чемпіоном IBF Вільямом Гатрі і здобув перемогу нокаутом в п'ятому раунді. Двічі захистив титул в боях проти Оле Клеметсена (Норвегія) та Вілла Тейлора.
5 червня 1999 року зустрівся в об'єднавчому бою з чемпіоном світу за версіями WBA та WBC в  напівважкій вазі Роєм Джонсом і програв одностайним рішенням суддів.
5 січня 2001 року в бою проти Кріса Джонсона (Канада) завоював титул NABF, а 25 травня 2001 року в бою проти Вілла Тейлора ще й вакантний титул USBA. В наступному поєдинку 25 січня 2002 року втратив титули, програвши Антоніо Тарверу.